# Synema abrahami
Synema abrahami är en spindelart som beskrevs av Cândido Firmino de Mello-Leitão 1948. 
Synema abrahami ingår i släktet Synema och familjen krabbspindlar. Artens utbredningsområde är Guyana. Inga underarter finns listade i Catalogue of Life.